# Вид (мовознавство)
Вид, у міжнародній термінології аспе́кт (лат. aspectus) — граматична категорія дієслова, що вказує на те, «як проходить у часі або як розподіляється в часі» вказана дієсловом дія (О. М. Пєшковський). На відміну від категорії часу, вид пов'язаний не з часовою локалізацією дії, а з тим, як цю локалізацію тлумачить мовець. Вид у різних мовах має різноманітні засоби вираження та різноманітні відтінки значення. У мовах світу виділяються видові значення у протиставленні за досягненням / недосягненням внутрішньої межі дії, підкресленні процесу протікання дії, понятті стану та досягнутого стану, багаторазовості, звичайності дії та інші.
В українській та інших слов'янських мовах граматично протиставлені доконаний і недоконаний вид (завершена та незавершена дія, або перфектив та імперфектив). Причому доконаний вид сигналізує досягнення межі, а тому означає дію у неподільній цілісності. Натомість недоконаний вид є нейтральним до визначення межі та цілісності: у багатьох випадках він указує на дію, яка лише скерована до межі або взагалі межі не має.
У доконаного виду виділяється конкретно-фактична функція («Я відчинив вікно») та інші функції. У недоконаного виду виділяється конкретно-процесна функція («Я відчиняв вікно»), необмежена функція («Відчиняв вікно вечорами»), загально-фактична функція («Ти відчиняв вікно? — Так, відчиняв»), коли важливим є сам факт, а не його результат.
Лише деякі дієслова в українській мові не мають виражених видових ознак: «розслідувати», «хотіти», «веліти», «женити», «абсорбувати», «атакувати».
У деяких мовах, таких як англійська та іспанська, виділяють так званий прогресивний вид (англ. progressive) або континуатив, (англ. continuous). Цей вид означає дію у процесі її здійснення у конкретний момент часу (англ. I am writing, ісп. estoy escribiendo — «я пишу у цей момент»). Він протиставлений у різних часах, станах та інфінітиві «загальному» виду (непрогресиву).
В одній мові можуть співіснувати різні видові протиставлення.
Серед різновидів імперфектива розрізняють позначення тривалої дії (дуратив), повторюваної (ітератив), звичайної, постійної (габітуатив). У деяких мовах ітератив (фреквентатив) виділяють у окремий вид.
Різновиди перфектива — позначення одноразової дії (пунктуель), початку дії (інгресив), завершення (результатив).
Категорія виду пов'язана з іншими дієслівними категоріями, а особливо тісно — з категорією часу. Цей зв'язок проявляється у неможливості утворення деяких часів в рамках одного виду. Так, в українській мові та в інших слов'янських мовах теперішній час доконаного виду використовується в значенні майбутнього часу («Я напишу» є семантично майбутнім часом, але граматично — теперішнім). В арабській та китайській мовах видове протиставлення взагалі не відокремлюється від часового протиставлення.
Вид включає декілька підкатегорій, так званих родів дії, що виражають відтінки значень результативності (ви́ходити, достоятися), фази (побігти, відгриміти), кількості (блиснути, постукувати), інтенсивності (начитатися, наспівувати, попонагинатися). Загалом в українській мові виділяють близько двох десятків родів дії, кожен з яких включає дієслова або доконаного, або недоконаного виду. Майже всі дієслова утворюють видові пари, але регулярних протиставлень за родом дії у рамках будь-якого лексичного значення утворити не можна, тому він не вважаються граматичною категорією.